# 大工 (宮崎市)
大工（だいく）とは、宮崎県宮崎市内の地名。小戸地域自治区に属している。郵便番号は880-0015。2023年現在、大工1丁目-3丁目が設置されるが、1丁目のみ住居表示実施地域である。

## 地理
宮崎市の小戸地域自治区に属し、西は大淀川に接する。東から西にかけて順に1丁目、2丁目、3丁目が設置され、国道10号に沿って住宅街を形成する。北を大橋1-3丁目、東を北高松町、南を西高松町、松橋2丁目、鶴島3丁目、大淀川を挟んで大塚町と接する。

## 地名の由来
一般に大工町は城下町における大工などの建築業者が住む一帯を指すが、城下町でない宮崎においては江戸時代初期、この付近に千石船の造船所があり、その船大工が住んでいた地域といわれる。住居表示実施に伴い、大工町が消失した代わりに大工1-3丁目が成立した。しかし今でも『大工町交番』や『大工町交差点（国道10号と宮崎県道26号の交点）』などに名前が残る。

## 世帯数と人口
2023年（令和5年）7月1日現在の世帯数と人口は以下の通りである。
| 町丁      | 世帯数   | 人口   |
| --------- | -------- | ------ |
| 大工1丁目 | 374世帯  | 533人  |
| 大工2丁目 | 722世帯  | 1204人 |
| 大工3丁目 | 1006世帯 | 1529人 |

## 小・中学校の学区
市立小・中学校に通う場合、学区は以下の通りとなる。
| 町名 | 小学校             | 中学校               |
| ---- | ------------------ | -------------------- |
| 大工 | 宮崎市立小戸小学校 | 宮崎市立宮崎西中学校 |

## 交通

### バス
宮交グループの運営するバスが営業している。

### 道路
- 国道10号
- 国道269号
- 宮崎県道26号宮崎須木線

## 施設
- 国土交通省九州地方整備局宮崎河川国道事務所
- 宮崎市立小戸小学校
- 宮崎大橋
- 高松橋